# ژیمناستیک در بازی‌های آسیایی ۲۰۲۲
ژیمناستیک یکی از ورزش‌های بازی‌های آسیایی ۲۰۲۲ است که از ۲۴ سپتامبر تا ۷ اکتبر ۲۰۲۳ برگزار شده‌است.
این مسابقات در سه بخش هنری، ترامپولین و ریتمیک انجام شده‌است.

## جدول مدال‌ها
*   کشور میزبان (چین)
| رتبه           | کشور            | طلا | نقره | برنز | مجموع |
| -------------- | --------------- | --- | ---- | ---- | ----- |
| ۱              | چین (CHN)*      | ۱۰  | ۴    | ۴    | ۱۸    |
| ۲              | ژاپن (JPN)      | ۲   | ۷    | ۴    | ۱۳    |
| ۳              | کره شمالی (PRK) | ۲   | ۲    | ۲    | ۶     |
| ۴              | چین تایپه (TPE) | ۱   | ۰    | ۲    | ۳     |
| ۵              | کره جنوبی (KOR) | ۱   | ۰    | ۱    | ۲     |
| ۶              | قزاقستان (KAZ)  | ۰   | ۱    | ۲    | ۳     |
| ۷              | ایران (IRI)     | ۰   | ۱    | ۰    | ۱     |
| ۷              | ویتنام (VIE)    | ۰   | ۱    | ۰    | ۱     |
| ۹              | مالزی (MAS)     | ۰   | ۰    | ۱    | ۱     |
| مجموع (۹ کشور) | مجموع (۹ کشور)  | ۱۶  | ۱۶   | ۱۶   | ۴۸    |

## مدال‌آوران

### هنری مردان
| رویداد             | طلا                                                                       | نقره                                                                                        | برنز                                                                              |
| تیمی               | چین · Lan Xingyu · لین چائوپان · شیائو روتنگ · Zhang Boheng · ژو جینگیوان | ژاپن · Shohei Kawakami · تاکرو کیتازونو · Kakeru Tanigawa · واتارو تانیگاوا · Ryota Tsumura | چین تایپه · Huang Yen-chang · لی چیه-کای · Lin Guan-yi · Shiao Yu-jan · Yeh Cheng |
| انفرادی تمام اسباب | Zhang Boheng · چین                                                        | تاکرو کیتازونو · ژاپن                                                                       | Lan Xingyu · چین                                                                  |
| حرکات زمینی        | Kim Han-sol · کره جنوبی                                                   | Zhang Boheng · چین                                                                          | لین چائوپان · چین                                                                 |
| خرک حلقه           | لی چیه-کای · چین تایپه                                                    | Ryota Tsumura · ژاپن                                                                        | Nariman Kurbanov · قزاقستان                                                       |
| دارحلقه            | Lan Xingyu · چین                                                          | Nguyễn Văn Khánh Phong · ویتنام                                                             | واتارو تانیگاوا · ژاپن                                                            |
| پرش از خرک         | واتارو تانیگاوا · ژاپن                                                    | مهدی الفتی · ایران                                                                          | Muhammad Sharul Aimy · مالزی                                                      |
| میله پارالل        | ژو جینگیوان · چین                                                         | تاکرو کیتازونو · ژاپن                                                                       | Kakeru Tanigawa · ژاپن                                                            |
| بارفیکس            | Zhang Boheng · چین                                                        | لین چائوپان · چین                                                                           | Kakeru Tanigawa · ژاپن                                                            |

### هنری زنان
| رویداد             | طلا                                                                | نقره                                                                                  | برنز                                                                             |
| تیمی               | چین · تانگ شیجینگ · Yu Linmin · Zhang Jin · Zhang Xinyi · Zuo Tong | ژاپن · Misaki Masui · Mana Okamura · Ayaka Sakaguchi · Mikako Serita · Kohane Ushioku | کره شمالی · An Chang-ok · Kim Son-hyang · Kim Su-jong · Ryu Mi-rae · Sim Hae-won |
| انفرادی تمام اسباب | Zuo Tong · چین                                                     | Mana Okamura · ژاپن                                                                   | Kim Su-jong · کره شمالی                                                          |
| پرش از خرک         | An Chang-ok · کره شمالی                                            | Kim Son-hyang · کره شمالی                                                             | Yu Linmin · چین                                                                  |
| پارالل ناهم‌سطح     | An Chang-ok · کره شمالی                                            | Mikako Serita · ژاپن                                                                  | Zuo Tong · چین                                                                   |
| چوب موازنه         | Mana Okamura · ژاپن                                                | تانگ شیجینگ · چین                                                                     | Ting Hua-tien · چین تایپه                                                        |
| حرکات زمینی        | Zhang Jin · چین                                                    | Kim Son-hyang · کره شمالی                                                             | Lim Su-min · کره جنوبی                                                           |

### ریتمیک
| رویداد  | طلا | نقره | برنز |
| تیمی    |     |      |      |
| انفرادی |     |      |      |

### ترامپولین
| رویداد        | طلا               | نقره                        | برنز                          |
| انفرادی مردان | Yan Langyu · چین  | Danil Mussabayev · قزاقستان | Hiroto Yamada · ژاپن          |
| انفرادی زنان  | ژو شوئه‌یینگ · چین | Hu Yicheng · چین            | Viktoriya Butolina · قزاقستان |

## کشورهای شرکت‌کننده
- بنگلادش (۲)
- چین (۱۴)
- چین تایپه (۱۰)
- هنگ کنگ (۴)
- هند (۱)
- ایران (۴)
- ژاپن (۱۳)
- اردن (۱)
- قزاقستان (۱۳)
- کویت (۱)
- قرقیزستان (۴)
- لائوس (۱)
- مالزی (۲)
- مغولستان (۴)
- کره شمالی (۸)
- فلسطین (۱)
- فیلیپین (۷)
- قطر (۱)
- سنگاپور (۹)
- کره جنوبی (۱۴)
- سری‌لانکا (۱)
- تایلند (۱۱)
- ازبکستان (۹)
- ویتنام (۶)